# Vicente Sierra Sanz
 (septembre 2014).
Si vous disposez d'ouvrages ou d'articles de référence ou si vous connaissez des sites web de qualité traitant du thème abordé ici, merci de compléter l'article en donnant les références utiles à sa vérifiabilité et en les liant à la section « Notes et références ».
Pour les articles homonymes, voir Sanz.
Vicente Sierra Sanz, né le 9 septembre 1914 à Bétera (Communauté valencienne, Espagne) et mort le 21 janvier 2006, est un footballeur espagnol qui jouait au poste de milieu de terrain.

## Biographie
Sierra Sanz commence à jouer à l'UD Bétera. Il joue ensuite en deuxième division avec le Burjassot CF, puis il est recruté en 1940 par le Valence CF. Il remporte avec Valence le doublé Coupe d'Espagne-championnat en 1942. 
Il rejoint ensuite le FC Barcelone (1942-1945). Il remporte le championnat d'Espagne avec Barcelone en 1945. Il part ensuite à l'Hércules d'Alicante puis au Levante UD.

## Palmarès
Avec Valence CF :
- Champion d'Espagne en 1942
- Vainqueur de la Coupe d'Espagne en 1942

Avec le FC Barcelone :
- Champion d'Espagne en 1945